# Всевелике Військо Донське
Всевелике Військо Донське (ВВД, Донська Республіка; рос. Всевеликое Войско Донское, Донская Республика) — незалежна держава, що утворилася після розпаду Російської імперії. Припинила існування під натиском Червоної Армії на початку 1920 року.

## Історія

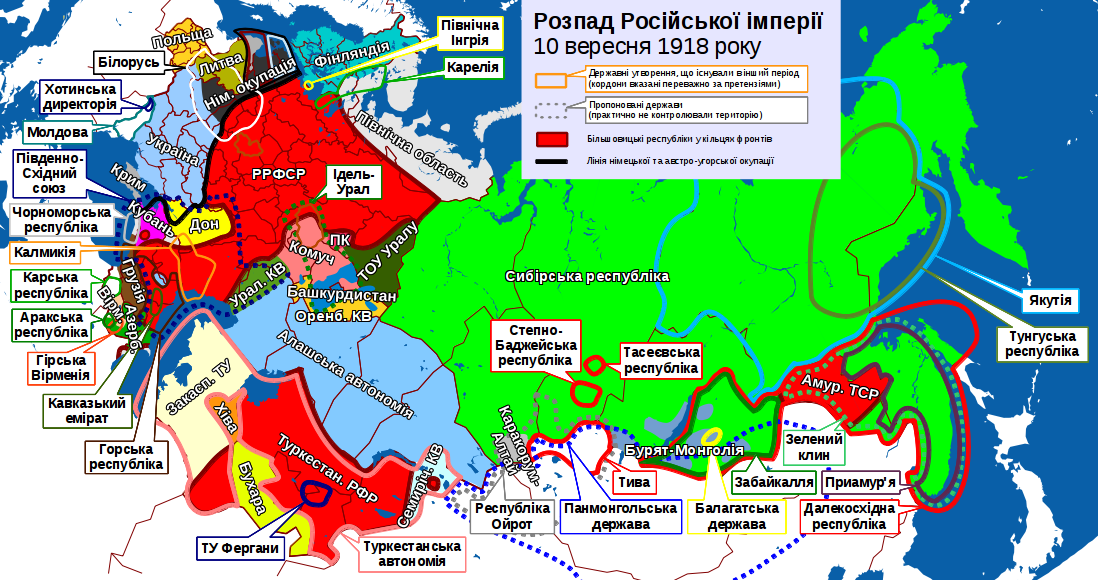
Донська Республіка на карті розпаду Російської імперії у вересні 1918 року

Незалежність була проголошена на Крузі Порятунку Дону 18 травня 1918 року на теренах Області Війська Донського після ліквідації Донської Радянської Республіки з визволенням Новочеркаська козацькими загонами 10 травня 1918.
Вже 11 травня (28 квітня) 1918 до Києва прибув представник донського отамана П. Краснова генерал А. Черячукін, який виконував обов'язки посла Всевеликого війська Донського в Українській Державі — уряд Дону виявив зацікавленість у тісних політичних та економічних зв'язках з Україною.
11 серпня Головний штаб донських козаків оголосив, що після тримісячних військових операцій Донщина була повністю звільнена від більшовицької влади.
15 серпня 1918 голова Української мирної делегації С.Шелухін передав російській делегації ноту з повідомленням, що Україна визнала республіку Всевеликого війська Донського суверенною державою і уклала з нею договір щодо кордонів та вимагала від Росії також негайного визначення прикордонних меж в районі Вигоньського озера та Новохоперська.
24 серпня російська мирна делегація заявила протест проти визнання Україною Донської республіки.
26 серпня Рада міністрів Української Держави заслухала заяву міністра закордонних справ про необхідність розробити разом з представниками Донського уряду текст додаткової угоди з торгово-фінансових питань до вже ратифікованої передвступної угоди з цим урядом від 7 серпня 1918 р.
2 вересня Рада міністрів схвалила кандидатуру Максима Славинського представником Української Держави при уряді Всевеликого Війська Донського. У Новочеркаську було відкрито українське консульство на чолі з Володимиром Міщенком.
10 вересня гострі суперечки виникли навколо питання про приналежність Криму і Донської області на україно-радянських перемовинах.
14 вересня українська рада міністрів уповноважила міністра торгівлі і промисловості разом з міністром шляхів сполучень підписати додатковий договір з урядом Всевеликого Війська Донського відносно спільного регулювання питань, що стосувались Донецького басейну, не чекаючи підписання загального договору.
15 вересня того ж року Республіку за постановою Великого Донського Круга було перейменовано на Всевелике Військо Донське, цю назву отаман Петро Краснов запропонував, зважаючи на титул, прийнятий у царських посланнях на незалежний Дон в 17 столітті: «Отаманам і Козакам й Усьому Великому Війську Донському».
21 (8) листопада 1918 гетьману Скоропадському надійшла пропозиція від повноважного посланника Всевеликого Війська Донського генерала Черемухіна утворити комісію для задоволення потреб всіх діючих проти більшовиків армій з військових запасів, що є в Україні.
ВВД розмежовувалося на 10 округів, що тепер розташовані в Ростовській і Волгорадській областях Росії та на південному сході Луганської й Донецької областей. Військовий круг утворив 10-ий Верхньо-Дінський округ.
Держава припинила існування під натиском Червоної Армії на початку 1920 року.

## Уряд
- Міністр торгівлі і промисловості: Лебедєв Володимир Олександрович (1918–1920)
- Посол в Україні та Німеччині: Черячукін Олександр Васильович

## Сучасність

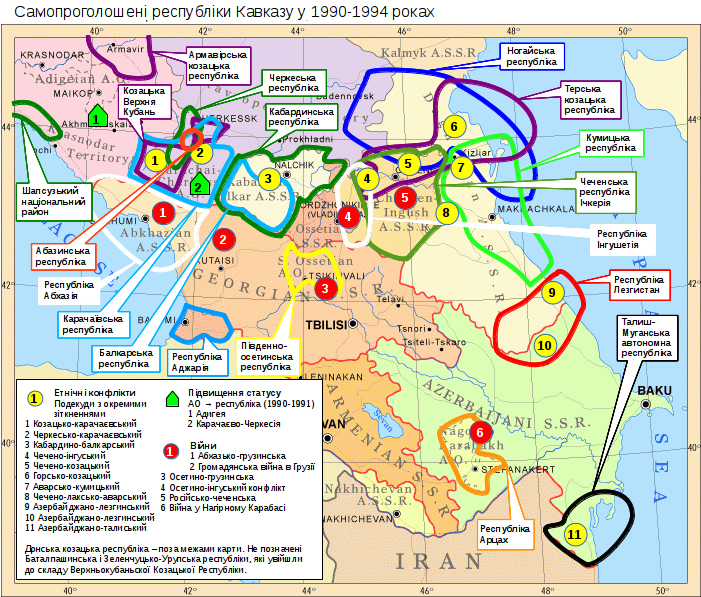
Самопроголошені республіки Кавказу на початку 1990-х

Починаючи з часів розпаду СРСР було зроблено кілька спроб відродити Донську Республіку. Донська козацька республіка була проголошена восени 1991 року та увійшла до складу Союзу козацьких республік півдня Росії, який планував стати однією з союзних республік.
У березні 1993 року Велике козацьке коло Дону затвердило акт про перетворення Ростовської області на державно-територіальний суб'єкт «Область Війська Донського».
Загони війська донського брали участь у Конфлікті в Придністровʼї та у Грузино-абхазькій війні на боці сепаратистів. Підтримувало дружні стосунки з УНСО, члени якої навіть проводили акції у Ростові на підтримку осавула Молодідова.
У 2008—2011 роках діяла організація «Донська козацька республіка» на чолі з отаманом Олександром Юдиним, який обіцяв сформувати правову базу та домагатися визнання республіки в ООН.